# Цапаранґ
Цапаранґ (англ. Tsaparang) — колишня столиця стародавнього царства Ґуґе, пам'ятка, що числиться в першій групі охороняємих культурно-історичних об'єктів державної категорії КНР. Місто було важливим перевалочним пунктом на торговому шляху між Тибетом та Індією. Британський телеведучий та історик Майкл Вуд припустив, у документальному серіалі «BBC TV» / «PBS» «У пошуках міфів і героїв», що саме тут знаходився центр легендарної країни Шанґрі-Ла.

## Географія
Цапаранґ розташований в долині Ґаруда біля річки Сатледж, у провінції Нґарі на заході Тибету, неподалік від кордону з Ладакхом.

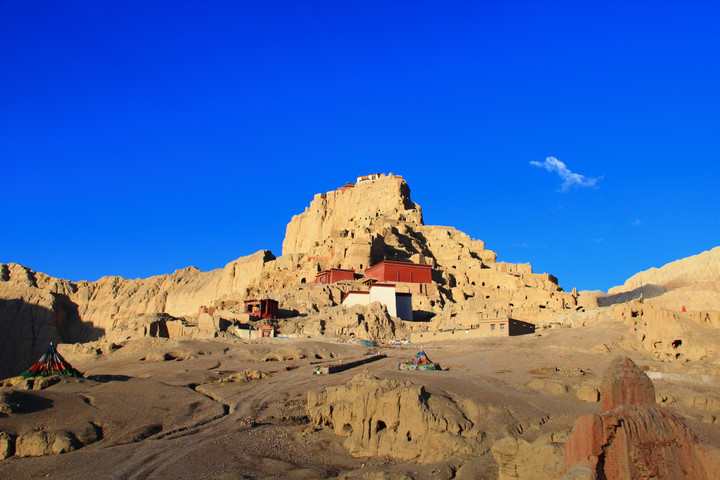

У 278 км на захід від Цапаранґа знаходиться селище Шіцюаньге, центр повіту Нґарі та летовище. 26 км на захід знаходиться монастир XI століття Тголінґ, який розташований на захід від гори Кайлас і озера Мпахам Юм Цо. Там була також фортеця Цапаранґ-дзонґ.

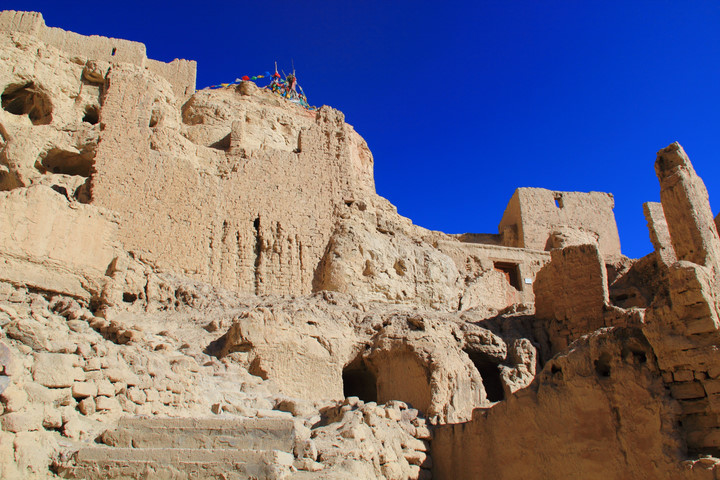

Неподалік розташований також монастир Ґуруґем релігії бон.
Місто Цапаранґ — це велике укріплення на горі пірамідальної форми, що підноситься над вузькою долиною на 150-180 м. Територія міста займає 720 тис. м², всього налічується 445 кімнат, 879 печерних приміщень, 58 бастіонів, 4 потайних коридори, 28 буддистських пагод.
Під горою прорита ціла система тунелів і печер. У підніжжя гори було село, в якому мешкали селяни. Там розташовується невеликий Храм Вчених, найменший з храмів Цапаранґу. Вище знаходиться храм Лаганґ Карпо (Білий храм, Lhakhang Karpo), в якому статуї були зруйновані під час Культурної революції, але фрески не постраждали і перебувають у гарному стані. На один рівень вище розташований храм Лаганґ Марпі (Червоний храм, Lhakhang Marpo), побудований королевою Дондрубма (Dondrubma) у XV столітті. Тут розтташовані райони для ченців та багато печер. Через кам'яні сходи крізь тунель можна було пройти до царського кварталу, а на самій вершині розташовувався літній царський палац. Значна частина палацових приміщень Цапаранґа є печерами зі склепінчастою стелею. Нині у Цапаранзі продовжуються археологічні розкопки.

## Історія

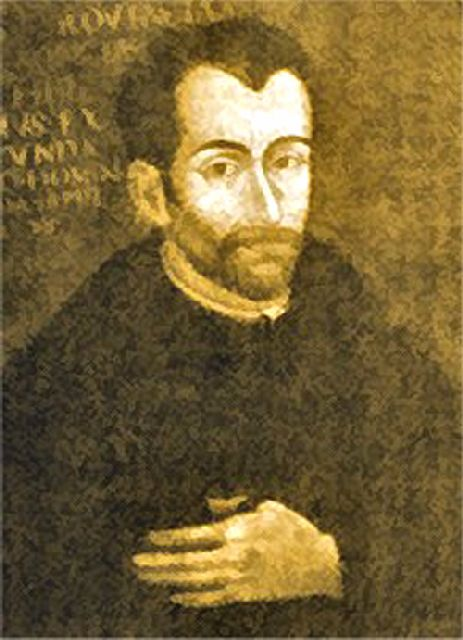
Антоніу ді Андраді

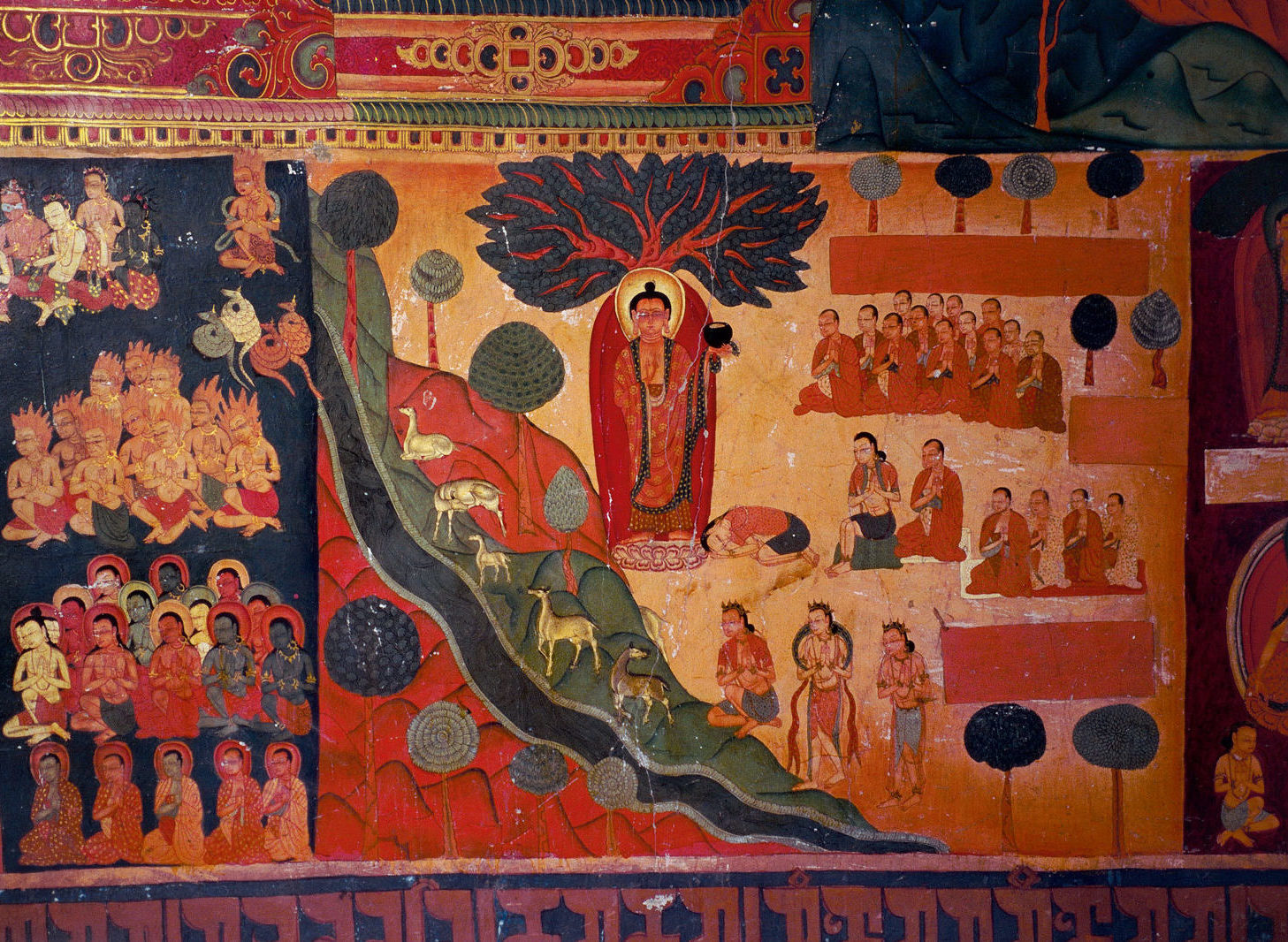
Фреска у Царапанґу

За деякими джерелами син цемпо Ланґдарма (838-841), противник буддизму, Намдо Восунґ зробив з Цапаранґу столицю царства Ґуґе вже після вбивства свого батька у 841 році. Тибетська імперія занурилась у громадянську війну, і утворилося безліч незалежних царств.
За іншими джерелами два онука царя Ландарма близько 919 року втекли у Західний Тибет. Старший син Ньіма Ґон осів у Пуранґе і зміг завоювати велику територію, включаючи Ладакх і частково Спіті. Після його смерті його царство розпалося на три частини: Ґуґе, Пуранґ і Марьюл (Ладакх).
Через царство Ґуґе проходила стародавня караванна дорога з Індії в Тибет. Раніше даний регіон називався Шанґшунґ і був потужно укріплений в X столітті.
В XI столітті цар Еше О знову відновив буддизм в Західному Тибеті, за допомогою перекладача з санскриту Рінчен Зангпо (якого називали «Великий перекладач») та індійського вчителя Атіша. У Цапаранзі та в Тголінзі були побудовані храми і монастирі. Вплив царства Ґуґе поширився на Кашмір і Ассам.

### Християнські місіонери
Влітку 1624 року в Цапаранґ прибули два португальських місіонера з ордена єзуїтів — Антонью ді Андраді (1580-1634) і Мануель Маркес. Вони шукали інформацію про легендарного християнського царя пресвітера Іоанна. Цар Ґуґе Тгі Таші Даґпо (Thi Tashi Dagpa) дозволив їм проповідувати у його царстві. Влітку наступного року вони повернулися в Цапаранґ і побудували там церкву біля підніжжя дзонґа. Другу церкву в поселенні Рутоґ вони заснували у 209 км від Цапаранґа. Після того, як Антоніу ді Андраді у 1630 році покинув Тибет, місія занепала. Антоніу ді Андраді склав докладний звіт про життя в Ґуґе у 1625 році, який пізніше був направлений в Рим. 
У 1640 році Мануель Маркес зібрав експедицію для відновлення місії, але був заарештований, і мріяв лише про втечу. Він написав листа в центральну місію єзуїтів в Аґрі з проханням про допомогу і визволення. Про подальшу долю Мануеля Маркеса інформації не має.

### Завоювання
У 1685 році Цапаранґ був завойований Далай-ламою V на замовлення буддійського царя Ладакха. Місто було піддане серйозним руйнуванням та перестало існувати. Особливо серйозні руйнування були зроблені за часів правління Мао Цзедуна під час Культурної революції в Китаї, було зруйновано багато храмів, статуй і споруд. 
Всередині й поза містом виявлено велику кількість злакових рослин, знарядь праці, одяг, прикрас та військових обладунків. Всі предмети збереглися добре, очевидно завдяки сухому клімату і розрідженому повітрю. В печерах у великій кількості були виявлені висохлі безголові трупи. Крім того, вперше було виявлено поховання в стіні. У стіні був замурований труп дівчинки 3-4 років. В даний час він зберігається в Музеї Тибету.